# Leandra caquetensis
Leandra caquetensis är en tvåhjärtbladig växtart som beskrevs av Henry Allan Gleason. Leandra caquetensis ingår i släktet Leandra och familjen Melastomataceae.
Artens utbredningsområde är Colombia. Inga underarter finns listade i Catalogue of Life.